# École nationale d'industrie laitière
Les Écoles Nationales d'Industrie Laitière (ENIL) sont des établissements publics locaux d'enseignement et de formation professionnelles agricoles (EPLEFPA) dépendant du Ministère de l’Agriculture qui sont spécialisés dans les formations liées à la transformation de lait. Il existe 6 ENIL historiquement implantées à Aurillac, La Roche sur Foron, Mamirolle, Poligny, Saint-Lô Thère et Surgères.
L’ENIL Besançon Mamirolle et l’ENILBIO de Poligny forment des jeunes du CAP jusqu’au BTS dans les domaines de l'agroalimentaire, des biotechnologies et de l'eau.

## Présentation
L’ENILBIO de Poligny a été fondée en 1889 et dispose de formations agroalimentaires en dehors du lait (par exemple, en Innovation en produits alimentaires et plats cuisinés en partenariat avec le Lycée Hôtelier de Poligny ou en génie biologique pour les boissons fermentées…), dans les formations de la qualité ou dans l’automatisation des process.
L’ENIL de Besançon Mamirolle fondée en 1888, pour sa part, s’est diversifiée dans les formations aux analyses biologiques (agroalimentaires, médicales ou pharmaceutiques) et la gestion et la maîtrise de l’eau.
Une entité supplémentaire indispensable : l’ISBA.
Afin d’harmoniser leur développement et répondre au mieux à la demande en formation au-delà du niveau BAC+2, les 2 ENIL se sont fédérées pour créer l’Institut des Sciences, des Biotechnologies et de l’Agroalimentaire de Franche-Comté.
L’ISBA mobilise les ressources des deux ENIL pour l’enseignement supérieur en licence professionnelle et en master dans les domaines laitier et agroalimentaire, en partenariat avec les Universités.
L’ISBA est également le support de la recherche appliquée et des relations internationales.
Les trois organismes, avec une direction unique et l’appui du Ministère de l’agriculture et du Conseil régional de Franche-Comté s’engagent ensemble de façon complémentaire pour proposer une gamme complète de formations, du CAP au BAC+5. Cela garantit un enseignement adapté à chaque niveau (différent en CAP ou en master) et une gestion différenciée des jeunes en fonction de leur âge.

## Formations proposées
- BTS STA : sciences et technologies des aliments
- BTS Gemeau : gestion et maîtrise de l'eau
- BTS Anabiotec : analyses biologiques et biotechnologiques
- BTS Qiabi : Qualité dans les Industries Alimentaires et les Bio-industries

## Autres ENIL
- ENILV Aurillac
- ENILV La Roche sur Foron
- ENIL Saint-Lô Thère
- ENILIA/ENSMIC Surgères